# Scirtes cygnus
Scirtes cygnus là một loài bọ cánh cứng trong họ Scirtidae. Loài này được miêu tả khoa học năm 2004 bởi Watts.